# Mike Zagurski
Michael Justin Zagurski (né le 27 janvier 1983 à Omaha, Nebraska, États-Unis) est un lanceur gaucher de baseball qui évolue dans les Ligues majeures entre 2007 et 2013.

## Carrière
Michael Zagurski est repêché en 12e ronde par les Phillies de Philadelphie en 2005. Il débute dans les majeures le 25 mai 2007. Il lance 25 parties comme releveur pour les Phillies au cours de la saison 2007, remportant sa seule décision. Il maintient une moyenne de points mérités de 5,91 et enregistre 21 retraits sur des prises en 21 manches et un tiers lancées. Il remporte sa première victoire en carrière le 7 juin contre les Mets de New York.
En avril 2008, il subit une opération de type Tommy John et est à l'écart du jeu pour un an.
Il lance en ligues mineures en 2009 pour les Phillies de Reading, le club-école de classe AA des Phillies de Philadelphie. Il participe à l'entraînement de printemps avec Philadelphie en 2010 et lance huit parties avec les Phillies durant la saison, revenant dans les majeures 34 mois après sa dernière présence.
Le 23 septembre 2011, Zagurski est échangé aux Diamondbacks de l'Arizona. Il lance 37 manches et un tiers en 45 sorties comme releveur pour Arizona et sa moyenne de points mérités se chiffre à 5,54.
Le 1er décembre 2012, il rejoint les Pirates de Pittsburgh. Il joue 6 matchs pour les Pirates en 2013 puis un chez les Yankees de New York, qui le mettent sous contrat et lui donnent un essai en septembre.
À la fin mai 2014, Zagurski signe un contrat des ligues mineures avec les Blue Jays de Toronto mais est libéré en septembre sans avoir joué pour l'équipe.
En 2015, il joue pour les Hiroshima Toyo Carp de la Ligue centrale du Japon.